# (344641) Szeleczky
(344641) Szeleczky est un astéroïde de la ceinture principale.

## Description
(344641) Szeleczky est un astéroïde de la ceinture principale. Il fut découvert le 23 août 2003 à Piszkéstető par Krisztián Sárneczky et Brigitta Sipőcz. Il présente une orbite caractérisée par un demi-grand axe de 2,60 UA, une excentricité de 0,13 et une inclinaison de 4,0° par rapport à l'écliptique.

## Compléments